# Liu Ou
Liu Ou, född den 13 november 1986 i Guangdong, är en kinesisk konstsimmare.
Hon tog OS-brons i lagtävlingen i konstsim i samband med de olympiska konstsimstävlingarna 2008 i Peking.
Hon tog OS-silver i samma gren och OS-brons i duett i konstsim i samband med de olympiska konstsimstävlingarna 2012 i London.